# Smedjebacken
Smedjebacken er et byområde i Smedjebackens kommun i Dalarnas län i Sverige. I 2010 var indbyggertallet 5.100.